# Pikornavirové infekce ptáků
Pikornaviry ptáků (čeleď Picornaviridae) jsou malé (20-40 nm) neobalené virusy s kubickou symetrií (32 kapsomer), obsahující  jednovláknovou RNA. Jsou stabilní při pH 3 a rezistentní k  éteru,  chloroformu i jiným tukovým rozpouštědlům. K působení tepla jsou relativně stabilní a ve vnějším prostředí dlouhodobě přežívají. U ptáků mají největší význam pikornaviry z rodu Enterovirus; zástupci dalších rodů z čeledě Picornaviridae (Hepatovirus, Cardiovirus, Rhinovirus a Aphthovirus) se u ptáků nevyskytují. Doposud izolované ptačí  enteroviry a  entero-like viry lze rozlišit do 6  séroskupin. Pomnožení enterovirů v  kuřecích embryích a  buněčných kulturách není vždy úspěšné, což limituje znalosti o jejich významu, patogenitě, vlastnostech i klasifikaci.
Hostitelské spektrum pikornavirů je poměrně malé. Kromě několika různě významných a blíže popsaných onemocnění u domácí drůbeže vyvolávaných pikornaviry (aviární encefalomyelitida, virová hepatitida kachen, virová hepatitida krůt a infekční nefritida kuřat), jsou enteroviry a entero-like viry často diagnostikovány elektronopticky v  gastrointestinálním traktu drůbeže, u oblíbených i volně žijících ptáků s příznaky  enteritidy, zakrslosti nebo i bez klinických příznaků onemocnění. Jejich veterinární význam ještě není plně znám. Ojediněle byly také pozorovány hepatopatie a nervové příznaky. U volně žijících kakaduů (žlutočečelatý a růžový) ve věku 7-9 týdnů byl popsán výskyt  fatálních (smrtících) enteritid krátce po jejich odchytu v přírodě. Elektronmikroskopicky byly pozorovány enterovirus-like partikule; jejich  etiologický význam se ale nepodařilo potvrdit.